# Kensuke Sato
Kensuke Sato (佐藤 謙介 Sato Kensuke?, Saitama, 19 de enero de 1989) es un exfutbolista japonés que jugaba como centrocampista.

## Trayectoria

### Clubes
| Club                   | País  | Año       |
| ---------------------- | ----- | --------- |
| Yokohama FC            | Japón | 2011-2020 |
| Renofa Yamaguchi F. C. | Japón | 2021-2024 |